# Betty Barclay Cup 2000
Betty Barclay Cup 2000 — жіночий тенісний турнір, що проходив на відкритих кортах з ґрунтовим покриттям Am Rothenbaum у Гамбургу (Німеччина). Належав до турнірів 2-ї категорії в рамках Туру WTA 2000. Відбувсь ушістнадцяте і тривав з 2 до 7 травня 2000 року. Перша сіяна Мартіна Хінгіс здобула титул в одиночному розряді й отримала 87 тис. доларів США.

## Фінальна частина

### Одиночний розряд
Мартіна Хінгіс —  Аранча Санчес Вікаріо 6–3, 6–3
- Для Хінгіс це був 3-й титул в одиночному розряді за сезон і 29-й — за кар'єру.

### Парний розряд
Анна Курнікова /  Наташа Звєрєва —  Ніколь Арендт /  Манон Боллеграф 6–7(5–7), 6–2, 6–4